# پانزدهمین دوره کتاب سال جمهوری اسلامی ایران
مراسم پانزدهمین دوره کتاب سال جمهوری اسلامی ایران در بهمن ۱۳۷۶ در تهران برگزار شد.

## برگزیدگان
| بخش              | عنوان کتاب                                  | پدیدآورنده(ها)                                                                                           | ناشر                                                  |
| ---------------- | ------------------------------------------- | --- | ----------------------------------------------------- |
| کلیات            | زندگینامه علمی دانشوران                     | زیرنظر: احمد بیرشک                                                                                       | شرکت انتشارات علمی و فرهنگی                           |
| فلسفهٔ غرب        | منادولوژی (مقدمه شرح از بوتر و دیگران)      | نویسنده: گوتفرید ویلهلم‌فون لایبنیتس مترجم: عیسی مهدوی                                                    | خوارزمی                                               |
| علوم قرآنی       | تفسیر نور                                   | نویسنده: محسن قرائتی                                                                                     | در راه حق                                             |
| حدیث             | سفینة البحار و مدینة الحکم و الآثار         | نویسنده: عباس قمی                                                                                        | بنیاد پژوهشهای اسلامی                                 |
| حدیث             | الحاشیة علی الهیات الشرح الجدید للتجرید     | نویسنده: احمد بن محمد مقدس اردبیلی                                                                       | دفتر کنگره مقدس اردبیلی                               |
| اقتصاد           | اقتصادسنجی: تک‌معادلات با فروض کلاسیک: جزء ۱ | نویسنده: مسعود درخشان                                                                                    | سازمان مطالعه و تدوین کتب علوم انسانی دانشگاه‌ها (سمت) |
| فیزیک            | دینامیک کلاسیک: ذرات و سیستم‌ها              | نویسندگان: استیون تورنتون، جری ماریون مترجمان: جلال‌الدین پاشایی‌راد، بهرام معلمی                          | مرکز نشر دانشگاهی                                     |
| فیزیک            | مکانیک سیالات                               | نویسنده: محمدصادق معیری                                                                                  | دانشگاه شیراز، مرکز نشر                               |
| پزشکی            | ایمونولوژی سلولی و مولکولی                  | نویسندگان: جردن پوبر، ابول کی. عباس، اندوراچ. لیچمن مترجمان: حسن برادران، عبدالرحیم رضایی، رضا فریدحسینی | جهاد دانشگاهی (دانشگاه مشهد)                          |
| پزشکی            | بیماریهای پوست و ضمائم                      | نویسنده: مرتضی مقدادی                                                                                    | دانشگاه علوم پزشکی اصفهان، انتشارات جلوه              |
| کشاورزی          | فرسایش آبی و کنترل آن                       | نویسنده: حسینقلی رفاهی                                                                                   | دانشگاه تهران                                         |
| تاریخ و نقد ادبی | تاریخ نقد جدید                              | نویسنده: رنه ولک مترجم: سعید ارباب شیرانی                                                                | نیلوفر                                                |
| تاریخ و نقد ادبی | مجموعه آثار آنتوان چخوف: نمایشنامه‌ها        | نویسنده: آنتون پاولوویچ چخوف مترجم: سروژ استپانیان                                                       | توس                                                   |
| تاریخ            | اطلس تاریخ اسلام                            | نویسنده: حسین مؤنس مترجم: آذرتاش آذرنوش                                                                  | سازمان جغرافیایی نیروهای مسلح                         |
| تاریخ            | دین و دولت در ایران عهد مغول                | نویسنده: شیرین بیانی                                                                                     | مرکز نشر دانشگاهی                                     |
| تاریخ            | تاریخ و عقاید اسماعیلیه                     | نویسنده: فرهاد دفتری مترجم: فریدون بدره‌ای                                                                | نشر و پژوهش فرزان روز                                 |
| تاریخ            | جغرافیا ترکیبی نو                           | نویسنده: پیتر هاگت مترجم: شاپور گودرزی‌نژاد                                                               | سازمان مطالعه و تدوین کتب علوم انسانی دانشگاه‌ها (سمت) |

## شایستگان تقدیر
| علامه مجلسی                               | حسن طارمی               |                                                   |  | طرح نو                                          | ۱۳۷۵ | شایسته تقدیر | حدیث و رجال        |
| تاریخ فقه و فقها                          | ابوالقاسم گرجی          |                                                   |  | سازمان مطالعه و تدوین کتب علوم انسانی دانشگاه‌ها | ۱۳۷۵ | شایسته تقدیر | فقه و اصول         |
| رؤیت ماه در آسمان                         | نصرالله پورجوادی        |                                                   |  | مرکز نشر دانشگاهی                               | ۱۳۷۵ | شایسته تقدیر | عرفان              |
| حقوق مدنی اشخاص مهجورین                   | سید حسین صفایی          |                                                   |  | سازمان مطالعه و تدوین کتب علوم انسانی دانشگاه‌ها | ۱۳۷۵ | شایسته تقدیر | حقوق               |
| جامعه‌شناسی قبایل عرب خوزستان              | کاظم پورکاظم            |                                                   |  | آمه                                             | ۱۳۷۵ | شایسته تقدیر | جامعه‌شناسی         |
| المعجم المجمعی                            | عبدالحسین محمدعلی بقال  |                                                   |  | دانشگاه تهران، مؤسسه انتشارات و چاپ             | ۱۳۷۵ | شایسته تقدیر | زبان عربی          |
| شیوه نامه ضبط اعلام انگلیسی               | ماندانا صدیق بهزادی     |                                                   |  | مرکز نشر دانشگاهی                               | ۱۳۷۵ | شایسته تقدیر | زبان‌های دیگر       |
| شیمی فیزیک                                | رابرت آی. آلبرتی        | شهناز خالقی، اصغر زینی اصفهانی و علی ارباب جلفایی |  | مرکز نشر دانشگاهی                               | ۱۳۷۵ | شایسته تقدیر | شیمی               |
| ترمودینامیک مولکولی                       | جان اچ. ناکس            | مسعود حسن پور                                     |  | دانشگاه بابلسر                                  | ۱۳۷۵ | شایسته تقدیر | شیمی               |
| مبانی چشم پزشکی                           | محمدعلی جوادی           |                                                   |  | تیمورزاده، آوا                                  | ۱۳۷۵ | شایسته تقدیر | پزشکی              |
| ویروس‌شناسی دامپزشکی                       | احمد شیمی               |                                                   |  | جهاد دانشگاهی                                   | ۱۳۷۵ | شایسته تقدیر | پزشکی              |
| بیماری‌های قابل انتقال بین انسان و حیوان   | جیمز اچ. استیل          | اسماعیل ذوقی                                      |  | جهاد سازندگی                                    | ۱۳۷۵ | شایسته تقدیر | پزشکی              |
| خدمات فنی در معادن                        | حسن مدنی                |                                                   |  | دانشگاه صنعتی امیرکبیر                          | ۱۳۷۵ | شایسته تقدیر | مواد و معدن        |
| متالورژی                                  | ماندل ژاندرین           | مجتبی ناصریان ریابی                               |  | مرکز پژوهش‌های متالورژی                          | ۱۳۷۵ | شایسته تقدیر | مواد و معدن        |
| نیروگاه‌های حرارتی                         | محمد محمدالوکیل         | کاظم سرابچی                                       |  | مرکز نشر دانشگاهی                               | ۱۳۷۵ | شایسته تقدیر | مکانیک             |
| دینامیک                                   | ایروینگ اچ. شیمنر       | مجید ملکان                                        |  | مرکز نشر دانشگاهی                               | ۱۳۷۵ | شایسته تقدیر | مکانیک             |
| مهندسی فاضلاب                             | شرکت مهندسی متکاف وادی  | احمد ابریشم چی، عباس افشاریان                     |  | مرکز نشر دانشگاهی                               | ۱۳۷۵ | شایسته تقدیر | عمران              |
| سیستم‌های کنترل تولید جامع                 | دیوید بدروث و جیمز بیلی | محمد مدرس یزدی و محمد باقر آریانژاد               |  | مرکز نشر دانشگاهی                               | ۱۳۷۵ | شایسته تقدیر | صنایع              |
| مقدمه ای بر نماتدشناسی گیاهی              | ویکتور هری دراپکین      | بهروز جعفرپور                                     |  | دانشگاه فردوسی مشهد                             | ۱۳۷۵ | شایسته تقدیر | کشاورزی و دامپروری |
| آسیب دیدگی‌های ورزشی                       | ویویان گرسیوگونو        | کامیار داهی                                       |  | ققنوس                                           | ۱۳۷۵ | شایسته تقدیر | تربیت بدنی         |
| فردوسی                                    | محمدامین ریاحی          |                                                   |  | طرح نو                                          | ۱۳۷۵ | شایسته تقدیر | تاریخ و نقد ادبی   |
| آذرستان                                   | محمدعلی علومی           |                                                   |  | حوزه هنری سازمان تبلیغات اسلامی                 | ۱۳۷۵ | شایسته تقدیر | نثر معاصر          |
| به جای دیگری                              | مصطفی خرامان            |                                                   |  | قدیانی                                          | ۱۳۷۵ | شایسته تقدیر | نثر معاصر          |
| پرواز بر فراز دیو و دنا                   | محمود اکبرزاده          |                                                   |  | قدیانی                                          | ۱۳۷۵ | شایسته تقدیر | نثر معاصر          |
| قصه‌های سرزمین نور(۸ج)                     | محمدرضا سرشار           |                                                   |  | کانون پرورش فکری کودکان و نوجوانان، پیام آزادی  | ۱۳۷۵ | شایسته تقدیر | ادبیات کودکان      |
| زندگی دایناسورها                          | اسماعیل کهرم            |                                                   |  | سروش                                            | ۱۳۷۵ | شایسته تقدیر | ادبیات کودکان      |
| دنیای صفر و یک ها(کامپیوتر برای نوجوانان) | محسن صدیقی مشکنانی      |                                                   |  | مدرسه                                           | ۱۳۷۵ | شایسته تقدیر | ادبیات کودکان      |
| دنیای اتم                                 | نیل ادلی                | محمدرضا بهاری                                     |  | کانون پرورش فکری کودکان و نوجوانان، پیام آزادی  | ۱۳۷۵ | شایسته تقدیر | ادبیات کودکان      |